# Conviction (album)
Conviction è il terzo album in studio del gruppo musicale statunitense Aiden, pubblicato nel 2007.

## Tracce
1. The Opening Departure – 2:00
2. She Will Love You – 4:21
3. Teenage Queen – 3:26
4. Hurt Me – 3:26
5. One Love – 3:27
6. Moment – 3:46
7. Darkness – 3:51
8. Son of Lies – 3:22
9. Believe – 3:09
10. Bliss – 3:20
11. The Sky is Falling – 3:07

## Formazione
- Wil Francis - voce, piano
- Angel Ibarra - chitarra
- Jake Wambold - chitarra, cori
- Nick Wiggins - basso, cori
- Jake Davison - batteria